# الذراع (ذي السفال)

تعديل مصدري - تعديل

الذراع محلة تابعة لقرية الوصر، التابعة لعزلة ريده ورياد بمديرية ذي السفال إحدى مديريات محافظة إب في الجمهورية اليمنية، بلغ تعداد سكانها 116 حسب تعداد اليمن لعام 2004.